# Teatrul de Comedie din București

Teatrul de Comedie

Teatrul de Comedie din București a fost inaugurat la 5 ianuarie 1961 de Radu Beligan, care a fost directorul acestui teatru timp de opt ani.

## Directorii teatrului
- Radu Beligan (1961–1969)
- Lucian Giurchescu (1969–1979)
- Valentin Plătăreanu (1979–1981)
- Silviu Stănculescu (1981–1990)
- Lucian Giurchescu (1990–1994)
- Vladimir Găitan (1994–1996)
- Dan Vasiliu (1996 - 2002)
- George Mihăiță (2002 – prezent)